# Gonomyia pentacantha
Gonomyia pentacantha är en tvåvingeart som beskrevs av Alexander 1967. Gonomyia pentacantha ingår i släktet Gonomyia och familjen småharkrankar. Inga underarter finns listade i Catalogue of Life.